# Sainte-Eulalie-de-Cernon
 Sainte-Eulalie-de-Cernon  (en occitano Senta Aulària) es una población y comuna francesa, situada en la región de Mediodía-Pirineos, departamento de Aveyron, en el distrito de Millau y cantón de Cornus.
El territorio de la comuna constituye la fracción sur del Macizo Central. Abarca parte de la meseta de Larzac y parte del valle del Cernon.

## Demografía
| 276 | 248 | 253 | 230 | 219 | 221 |
| Para los censos de 1962 a 1999 la población legal corresponde a la población sin duplicidades (Fuente: INSEE [Consultar]) |     |     |     |     |     |

## Lugares de interés
- Iglesia de Sainte-Eulalie de Sainte-Eulalie-de-Cernon, románica del siglo XII.
- Comandería de Sainte-Eulalie-de-Cernon, encomienda templaria.